# Cavall de mar xato
El cavall de mar xato (Hippocampus hippocampus) és una espècie de peix de la família dels singnàtids i de l'ordre dels singnatiformes.

## Morfologia
Els mascles poden assolir els 15 cm de longitud total.

## Distribució geogràfica
Es troba des del Mar de Wadden fins al golf de Guinea i les Illes Canàries. També a la mar Mediterrània.